# 小泉修一
小泉 修一（こいずみ しゅういち、1963年10月 - ）は日本の神経薬理学者。山梨大学医学部・大学院総合研究部医学域教授。
長野県小諸市出身。長野県野沢北高等学校を経て、1987年九州大学薬学部卒業、1992年同大学院薬学研究科博士課程修了。学位は 博士（薬学）（九州大学）。

## 経歴
出典：
- 1992年 - 1995年 ： 財団法人ヒューマンサイエンス振興財団 博士研究員
- 1995年 - 1996年 ： 厚生省 厚生技官（国立衛生試験所 研究員）
- 1996年 - 1998年 ： 英国ケンブリッジ大学 博士研究員
- 1998年 - 2001年 ： 国立医薬品食品衛生研究所 薬理部 研究員
- 2001年 - 2002年 ： 国立医薬品食品衛生研究所 薬理部第一室 主任研究官
- 2002年 - 2006年 ： 国立医薬品食品衛生研究所 薬理部 室長
- 2007年 - 2014年 ： 山梨大学医学部 教授、同大学院 医学工学総合研究部 教授
- 2014年 -  ： 山梨大学医学部 教授、同大学院総合研究部 医学域 教授
- 2017年4月 - 2021年3月 ： 山梨大学医学部 副医学部長、同大学院総合研究部 医学域 基礎医学系長
- 2019年3月 - 2021年3月 ： 日本神経化学会 理事長
- 2021年4月 - ： 山梨大学 山梨GLIAセンター センター長
- 2023年4月 - ： 日本神経化学会 理事長[4]
- 2023年4月 - ： 山梨大学 医学部長　同大学院 医学域長[5]

## 受賞歴
- 2003年9月 ： 日本神経化学会 最優秀奨励賞[6]
- 2009年3月
  - 日本学士院 学術奨励賞[1]
  - JSPS 日本学術振興会賞[2]